# Dolly's Papa
Pour plus de détails, voir Fiche technique et Distribution.

Dolly's Papa est un film muet américain réalisé par Gilbert M. Anderson et sorti en 1906.

## Fiche technique
- Titre : Dolly's Papa
- Réalisation : Gilbert M. Anderson
- Scénario :
- Photographie :
- Montage :
- Producteur : William Selig
- Société de production : Selig Polyscope Company
- Société de distribution : Selig Polyscope Company
- Pays d'origine :  États-Unis
- Langue : film muet avec les intertitres en anglais
- Format : Noir et blanc — 35 mm — 1,33:1 — Muet
- Genre : Film dramatique
- Durée : 4 minutes
- Date de sortie :
  -  États-Unis : octobre 1906